# 哈罗姆福
哈罗姆福，是匈牙利绍莫吉州所辖的一个村。总面积42.14平方公里，总人口787，人口密度18.7人/平方公里（2011年1月1日）。